# Pidhirne, Novomîkolaiivka
Pidhirne (în ucraineană Підгірне) este localitatea de reședință a comunei Pidhirne din raionul Novomîkolaiivka, regiunea Zaporijjea, Ucraina.

## Demografie
Componența lingvistică a localității Pidhirne
     Ucraineană (93,09%)
     Rusă (6,38%)
     Alte limbi (0,54%)
Conform recensământului din 2001, majoritatea populației localității Pidhirne era vorbitoare de ucraineană (93,09%), existând în minoritate și vorbitori de rusă (6,38%).